# Ляшко Сергій Іванович
Сергій Іванович Ляшко (* 12 жовтня 1954, Лубни, Полтавська область) — український математик. Доктор фізико-математичних наук, професор, член-кореспондент Національної академії наук України. Має більше ніж 300 наукових та науково-методичних праць (в тому числі 14 монографій та розділів монографій, шість з яких видано в США, Нідерландах, Великій Британії та інших країнах). Ним підготовлено 15 кандидатів та 8 докторів наук. Засновник наукової школи, в роботах якої вивчено комплекс проблем сингулярного оптимального керування від доведення існування узагальнених розв'язків рівнянь, що описують відповідні моделі, існування оптимальних керувань та керованості до побудови та дослідження відповідних чисельних методів.

## Біографія
Народився у сім'ї академіка НАНУ Ляшка Івана Івановича (1922—2008). Мати, Ляшко Віра Степанівна (1928—2020) — лікар. Дружина, Ляшко Наталія Іванівна — кандидат технічних наук, провізор. Діти: Олена, 1989 р.н., Віктор, 1991 р.н., Віра, 2002 р.н.
У 1977 році закінчив механіко-математичний факультет Київського державного університету імені Т. Г. Шевченка (Київський національний університет імені Тараса Шевченка). Кандидат фізико-математичних наук (1980), доктор фізико-математичних наук (1991), професор (1992), член-кореспондент Національної академії наук України (2003). Працював в Інституті кібернетики імені В. М. Глушкова (1977—1991). З 1991 року завідує кафедрою обчислювальної математики [Архівовано 8 лютого 2019 у Wayback Machine.] на факультеті кібернетики (нинішня офіційна назва — факультет комп'ютерних наук та кібернетики) Київського національного університету імені Тараса Шевченка.

## Основні напрямки наукових досліджень
Розробив теорію існування та єдиності узагальнених розв'язків класичних та некласичних крайових задач при наявності у правій частині рівнянь узагальнених функцій скінченного порядку (в тому числі за часовою змінною). Застосовуючи теорію оснащених гільбертових просторів та апріорні нерівності з негативними нормами, створив теорію оптимального керування лінійними розподіленими системами (існування оптимальних розв'язків, керованість, регуляризація, параметризація, чисельні методи) за допомогою узагальнених впливів скінченного порядку (в тому числі точкових, імпульсних тощо). Побудував ефективні чисельні методи моделювання і оптимального керування розподіленими системами.

## Наукова та громадська діяльність
- Член Вченої ради факультету кібернетики.
- Член спеціалізованої ради Інституту кібернетики ім. В. М. Глушкова НАНУ із захисту докторських дисертацій.
- Голова експертної ради ДАК МОН України.
- Член редколегій ряду наукових вітчизняних та зарубіжних журналів, в тому числі Journal of Automation and Information Sciences [Архівовано 18 липня 2021 у Wayback Machine.]. Є  головним редактором «Журналу обчислювальної та прикладної математики» [Архівовано 29 жовтня 2018 у Wayback Machine.].

## Відзнаки та нагороди
- Медаль Академії наук УРСР з премією для молодих вчених (1980)
- Лауреат Премії імені В. М. Глушкова НАН України (2001).
- Лауреат Державної премії України в галузі науки і техніки (2009).
- Грамота Верховної ради України «За заслуги перед Українським народом» (2013).
- Премія імені Тараса Шевченка Київського національного університету імені Тараса Шевченка (2013).
- Почесне звання «Заслужений діяч науки і техніки України» [Архівовано 26 вересня 2018 у Wayback Machine.] (2017).
- Подяка міністерства освіти і науки України (2017).
- Лауреат Державної премії України в галузі освіти (2018).

## Основні опубліковані праці
- Ляшко С. И., Метод нахождения приближенного решения задачи Коши с операторным коефициентом гиперболического типа // Доклады АН СССР. — 1979. — 247, № 3. — С.546-549.
- Ляшко С. И., Импульсное оптимальное управление линейными системами с распределенными параметрами // Доклады АН СССР. — 1984. — 276, № 2. — С.285-287.
- Ляшко С. И., Численные методы решения задач оптимального импульсного управления // ЖВМ и МФ. — 1987. — 27,№ 3. — С.470-475.
- Ляшко С. И., Оптимизация линейных систем с обобщенным воздействием // Обозрение прикладной и промышленной математики. М.: — 1995. — 2, № 1. — С.70-77.
- Ляшко С. И., Численное решение псевдопараболических уравнений // Кибернетика и системный анализ. — 1995. — № 5. — С.103-108.
- Ляшко С. И.,Обобщенное управление линейными системами, Київ, Наукова думка, 1998, 470 с.
- Грищенко О. Ю., Ляшко С. І., Молодцов О. І., Чисельне моделювання процесів релаксаційної газової динаміки, вид. «ВІПОЛ», 1998, 224 с.
- Ляшко С. И., Клюшин Д. А., Тригуб А. С., Моделирование и оптимизация подземного массопереноса, Київ, Наукова думка, 1998, 238с.
- Lyashko S.I. Generalized Optimal Control of Linear Systems with Distributed Parameters. / Dordrecht, Boston, London.- Kluwer Academic Publishers.- 2002.- 455p.
- Ляшко С. И., Номировский Д. А., Петунин Ю. И., Семенов В. В.   Двадцатая проблема Гильберта (обобщенные решения операторных уравнений)  / Москва, Санкт-Петербург, Киев. — Диалектика. — 2009.- 190 с.
- Klyushin D.A, Lyashko S.I., Nomirovsky D.A., Petunin Yu.,I., Semenov V.V. Generelized solutions of operator equations and extreme elements //Springer.- 2012.- New York, Dordrecht, Heidelberg, London. — 200 p.
- Ляшко С. І., Клюшин Д. А., Оноцький В. С., Бондар О. С. Оптимізація цільового перенесення ліків із системи мікроголок// Доповіді НАН України. Інформатика, — № 11, — 2017, — С. 16-23.
- Zub S.I., Zub S.S., Lyashko V.S., Lyashko N.I., Lyashko S.I., Mathematical model of interaction of a symmetric top with an axially symmetric external field, Cybernetics and Systems Analysis, May 2017, Volume 53, Issue 3, pp. 333—345.
- Ляшко С. І., Зуб С. І., Зуб С. С. Математична модель розділення магнітної руди // Доповіді НАН України. Інформатика, — № 7,- 2018, — С. 26-32.